# Aknalitsj
Aknalitsj (Armeens: Ակնալիճ) is een plaats in Armenië. Deze plaats ligt in de marzer (provincie) Armavir. Deze plaats ligt 30 kilometer (hemelsbreed) van de Jerevan (de hoofdstad van Armenië) af. 